# 芒特普莱森特 (艾奥瓦州)
芒特普莱森特（Mount Pleasant）是美国艾奥瓦州亨利县的城市和县城。2010年美国人口普查时人口为8668人，比2000年人口普查的8751人少。它由开发者普雷斯利·桑德斯于1835年成立。